# Pomnik Ofiar Łódzkiego Getta i Obozów Koncentracyjnych
Pomnik Ofiar Łódzkiego Getta i Obozów Koncentracyjnych, także Pomnik Ofiar Łódzkiego Getta – pomnik powstały w 1959 na nowym cmentarzu żydowskim w Łodzi, upamiętniający ofiary Litzmanstadt Ghetto oraz obozów koncentracyjnych, zaprojektowany przez Adama Muszkę.
Muszka zlecenie realizacji pomnika uzyskał w 1954 roku. Pomnik odsłonięto 29 listopada 1959 roku, sytuując go przed bramą nowego cmentarza żydowskiego w Łodzi. Rzeźba została wykonana z białego kamienia oraz czarnego marmuru. Pomnik przedstawia strzelisty obelisk stanowiący nawiązanie do komina krematorium. Przylegający bezpośrednio do niego cokół zawiera płaskorzeźbę przedstawiającą złamany i bezlistny dąb, który symbolizuje śmierć i Zagładę. Jeden z konarów przedstawionych na płaskorzeźbie zawiera młody pęd, pnący się ku górze, będący metaforą odrodzenia. Według innej interpretacji autorstwa Moniki Krajewskiej złamane drzewo i wyrastające z niego liście symbolizują śmierć, szczególnie śmierć w młodym wieku. Po przeciwległej stronie cokołu względem komina, znajduje się rzeźba przedstawiająca menorę stanowiącą jeden z symboli narodu żydowskiego.
Na pomniku znajduje się tablica wykonana z czarnego marmuru, na której został wykuty napis w językach hebrajskim, jidysz i polskim:

Świetlanej pamięci niewinnych ofiar, Żydów Łodzi i okolic wymordowanych przez zbrodniarzy hitlerowskich w gettach i obozach w latach 1939–1945. Pamięć o was pozostanie na wieki w sercach naszych.